# Katolikus Apostoli Egyház
A Katolikus Apostoli Egyház, amelyet irvingiánus mozgalomnak is neveznek, az 1830-as években keletkezett Angliában és később Németországban és az Egyesült Államokban is elterjedt. A kereszténység resztoránus ágának egyik felekezete.
Alapítója Edward Irwing, a londoni Skót Egyház gyülekezetének lelkipásztora volt, aki prófétának tartotta magát. Millenarista és eszkatologikus-apokaliptikus nézeteket vallott, és a nyelveken szólás adományának fontosságát hangsúlyozta. Igehirdetői körútján Jézus visszavárása olyan enthuziasztikus jelenséggel párosult, amelyet követői az újszövetségi glosszolália felújításának tekintettek. Követői, az irvingiánusok 1832-ben az ószövetségi szent sátor berendezésének szimbolikája alapján sajátos hierarchiát alakítottak ki. Véleményük szerint az apostolok is így jártak el; minden gyülekezetnek volt egy prédikátoraː a gyülekezet "angyala", továbbá apostolai, prófétái, presbiterei, diakónusai stb. Londonban hét ilyen hierarchikus felépítésű gyülekezet volt, akárcsak Anglia és Skócia egyéb helyein. A "12 apostol kiküldése a világba" néhányukat kapcsolatba hozta a katolicizmussal, 1840-re pedig romanizálódott a teljes "apostoli katolikus gyülekezet", ahogy magukat az irvingiták nevezték. A gyülekezet azt állította, hogy Jézus visszatér, mielőtt a 12 "apostol" tag közül az utolsó is meghal. Végül az utolsó apostol tag 1901-ben hunyt el.
Az irvingiánusoknak Németországban is lettek követőik, még az értelmiségiek között is. Heinrich Thiersch például 1850-ben lemondott marburgi teológiaprofesszori állásáról és irvingiánus prédikátor lett. Később Amerikában és Ausztráliában is toboroztak híveket, a latin országokban és Magyarországon csak elenyésző mértékben. Hollandiában (1863) és Németországban szakadás folytán új irvingiánus gyülekezetek alakultak → Új Apostoli Egyház. 

## Kultusz
A kultuszː oltárok, papi öltözet, hétágú gyertyatartó, tabernákulum, tömjén, 1868-tól szenteltvíz; utolsó kenet, az eucharisztia áldozati jellege.